# Vít Šimral
Vít Šimral (* 9. července 1986 Roudnice nad Labem) je český politik, politolog, sociolog a ekonom, bývalý člen Rady hlavního města Prahy s gescí školství, sportu a podpory podnikání. Angažuje se v oblasti boje s korupcí. Je členem Mensy ČR, Amnesty International, českého skauta či Českého běžeckého klubu.

## Život
Narodil se v roce 1986 v Roudnici nad Labem. Vystudoval politologii a historii na Masarykově univerzitě v Brně, historickou sociologii na Univerzitě Karlově v Praze, právo na Univerzitě v Leicesteru a politickou ekonomii na Scuola IMT Alti Studi Lucca. Postdoktorské studijní pobyty absolvoval na univerzitách v Lublani a ve Vídni. Je jednatelem a společníkem společnosti InvEast, jež provozuje management consulting ve střední Evropě.
Působí na Univerzitě Hradec Králové, kde se věnuje otázkám financování politické soutěže a propojení byznysu s politikou.
V roce 2017 působil v zastupitelském klubu Pirátů v hl. m. Prahy jako tzv. „stínový zastupitel“. Ve volbách do zastupitelstvem obcí v říjnu 2018 byl zvolen zastupitelem hl. m. Prahy. Následně byl zvolen na ustavujícím zasedání pražského zastupitelstva dne 15. listopadu 2018 jako člen Rady hl. m. Prahy. Pod jeho působnost spadala problematika školství, sportu a podpory podnikání.
V komunálních volbách v roce 2022 již do Zastupitelstva hlavního města Prahy nekandidoval. Kandidoval sice do Zastupitelstva městské části Prahy 10, ale neuspěl.
Ve sněmovních volbách v roce 2025 kandiduje z posledního, 34. místa kandidátní listiny Pirátů ve Středočeském kraji.